# 日本の漫画

漫画（まんが）

日本の漫画（にほんのまんが）は、日本で制作された漫画の歴史・特徴について扱う。

## 概要

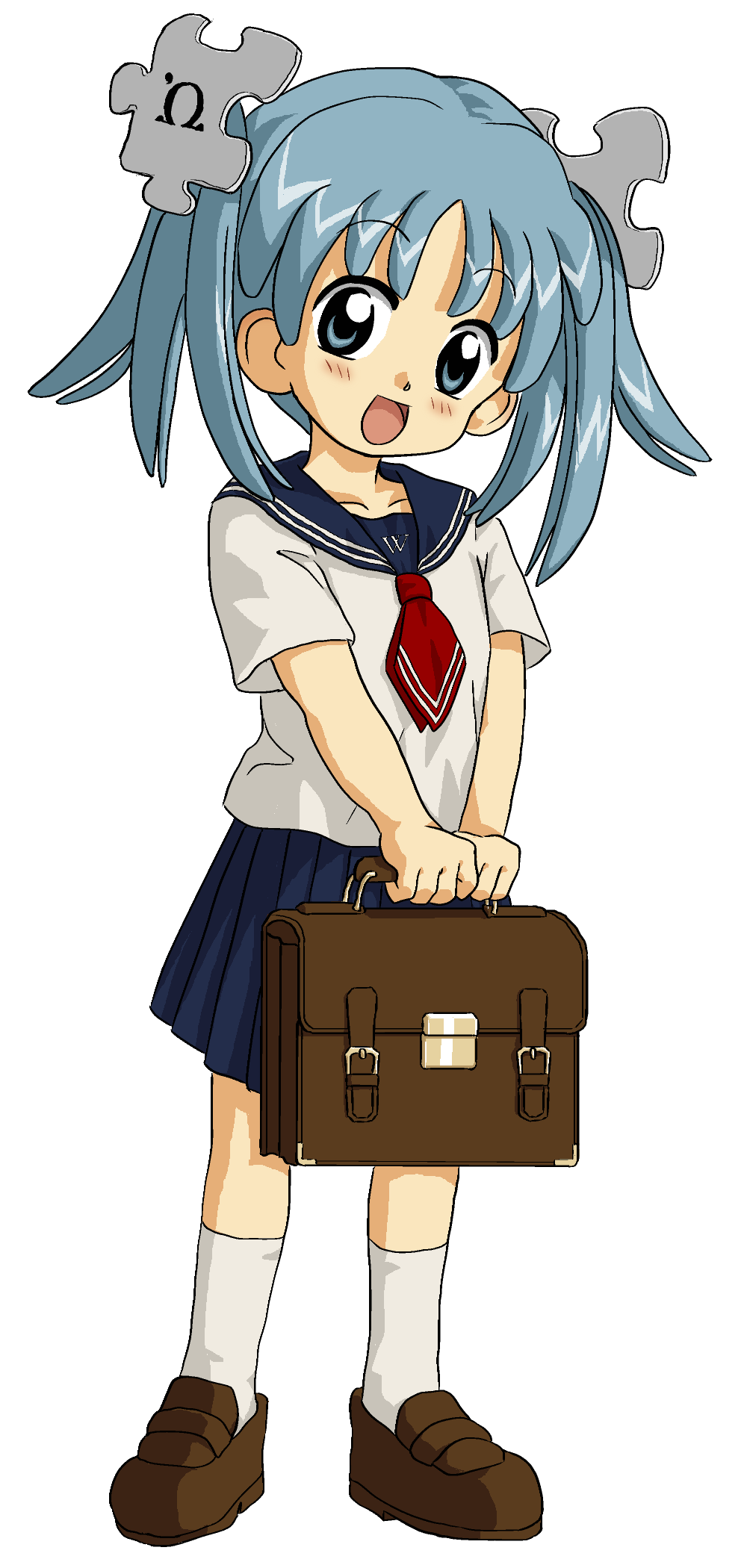
“Manga”的キャラクターの例、ウィキペたん。

日本の漫画がほぼ全てが右開きで、2014年以降の『ファミ通』のように左開きの雑誌でも右開きで掲載される。
出版科学研究所の発表によると、日本国内で2006年に出版された漫画の単行本は10965点、漫画雑誌は305点存在する（廉価版が1450点含まれる）。また漫画と漫画雑誌の販売部数は、2006年に販売された出版物全体の36.7%に及ぶ。
現在では日本の漫画および日本風の漫画を指す “manga” や、“tankōbon”（単行本）といった語は欧米にも輸出されている。日本の漫画はアメリカン・コミックスや、フランス語圏のバンド・デシネなどの各国の漫画と比べて、モノクロ表現や独特のディフォルメ、ストーリー性などの異なる特徴を持っている。以前は『AKIRA』国際版の様にアメコミ形式に再構成や彩色が行われる事が多かったが、近年はむしろ日本漫画の特徴を押し出して原書に近い形で出版されている。一方で翻訳は日本独自の文化や擬態語などのために苦労が見られる。
外来語である「アニメーション」（アニメ）という言葉が1970年代後半から一般化し始めるまでは、テレビアニメ、アニメ映画などのアニメーション作品及び児童向けドラマ（特撮作品を含む）も「漫画」「まんが」「マンガ」と呼ばれていた（例 『東映まんがまつり』『まんが日本昔ばなし』など）。このため当時の世代を中心にアニメや特撮作品が漫画、テレビ漫画、漫画映画と呼称されることもある。また1960年代、1970年代のアニメ作品の主題歌集CDなどでは現在でも「懐かしのテレビマンガ」などの表記が使われることもある。
出版社などビジネス業界では、漫画絵のことをしばしば「ポンチ絵」と呼ぶ。これは、イギリスの風刺漫画雑誌『パンチ』をもとに日本国内で在留中のイギリス人によって創刊された日本最初の漫画雑誌『ジャパン・パンチ』を語源とする。「ポンチ絵」は書籍業界に限らず、建築業やIT業などの製造業界では「製品イメージがわかりやすく伝わる簡単なスケッチ」という製品概念・構想図を意味する製図用語としても使われている。
版権関係の問題もあり、たとえば1960年代に漫画化された加山雄三の「若大将シリーズ」や東宝特撮映画、『ウルトラマン』などは2016年時点では復刻不可能であった。『ウルトラマン』や『ウルトラセブン』は復刻されるケースもあり、関連本にも収録されている。また、河合じゅんじ、いしいひさいち、やくみつる、じょうさゆりの作品など、実在のスポーツ選手、芸能人、政治家などを題材にした漫画も存在する。

日本の漫画家は、地方ながら北海道や新潟県出身者が多く、前者は土地が貧しく漫画自体も貧しい文化で、本州から隔絶されて芸術の原典に触れる機会もあまりなく、テレビや雑誌を通して同じく創作しようと引き寄せられ、作品もよくある日本の漫画から離れたハイセンス、批評的な者が多く、後者は雪国であり冬になると外に出ずに金もかけずにできることは漫画を描く程度だからとする説や、県ゆかりの赤塚不二夫や水島新司の存在で自分も目指そうとする者が後に続いたことが挙げられる。

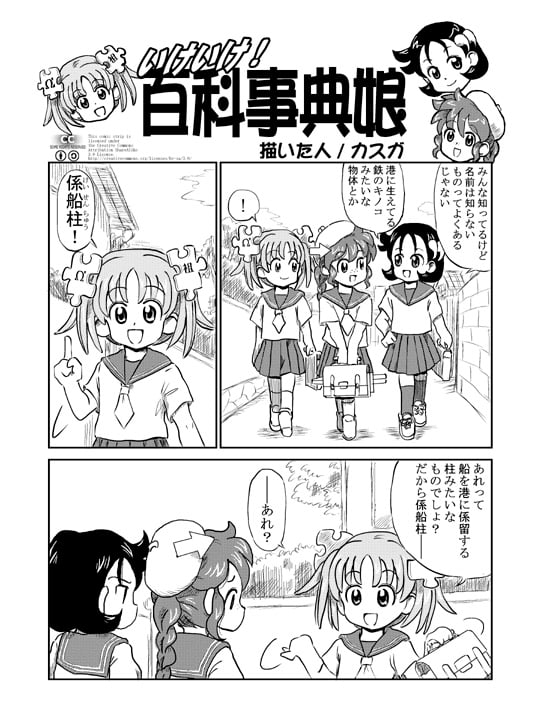
ウィキペたんが登場する『いけいけ！百科事典娘』の1ページ目。
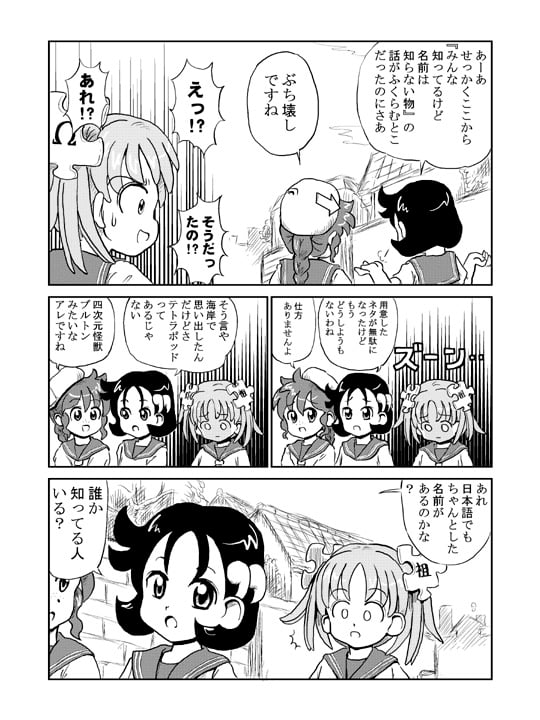
ウィキペたんが登場する『いけいけ！百科事典娘』の2ページ目。
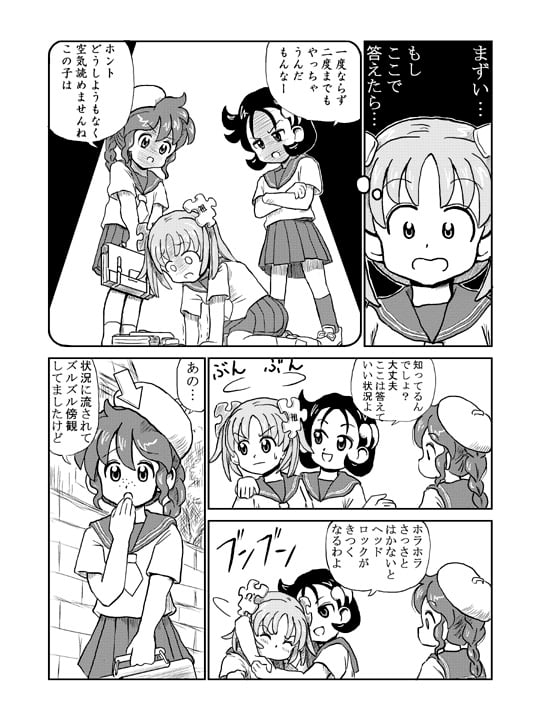
ウィキペたんが登場する『いけいけ！百科事典娘』の3ページ目。
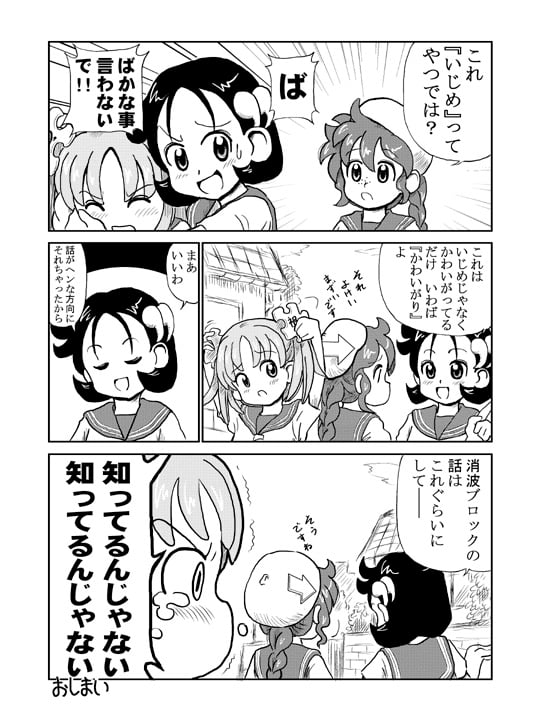
ウィキペたんが登場する『いけいけ！百科事典娘』の4ページ目。

## 歴史

### 語源

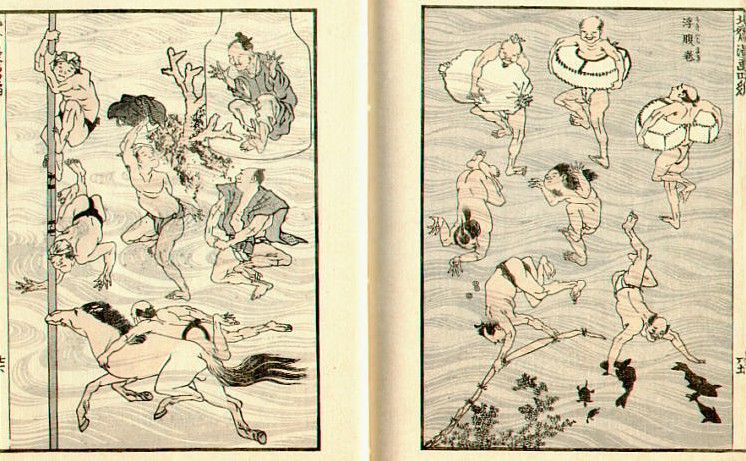
葛飾北斎『北斎漫画』

現代的な意味での日常語として「漫画」という言葉が使われ始めたのは少なくとも明治時代中期ないし大正時代にかけてのことで、それまで、滑稽な要素と物語性を持つ絵画作品は「戯画」「狂画」「草画」「滑稽画」「鳥羽絵」「戯絵（ざれえ）」「かち絵」「ポンチ絵」などと呼ばれていた（これらのいくつかは絵画形式の名称や、批評上のカテゴリでもある）。
「漫画」という熟語は、本来の字義的には「気の向くままに（絵を）描く」「漫然と描かれた絵」という意味であり、日本で生まれた和製漢語である。1798年に発行された山東京伝による絵本『四時交加』の序文にその初見が見られる。「漫画」という語について、中国から伝わった「気の向くままに（文章を）書く」、つまり随筆を意味する漢語「漫筆」から、日本で「漫筆画」を経て「漫画」になったとする説や、中国語名で「漫画（マンカク）」というヘラサギの一種が雑食で水をくちばしでかき回して何でも乱雑に食べることから、日本で当初「漫画」が「種々の事物を漁る」「様々な事柄を扱う本」を指す意味になった、とする説もある。清水勲は著書『日本近代漫画の誕生』において、「マンカク」が戯画の意味を持たないことを指摘し前者を支持しているが、『四時交加』、そして後述する『北斎漫画』といった由来を示す文献に、これらの説を裏付ける要素があるわけではない。
戯画風のスケッチを指す意味の言葉としての「漫画」は、葛飾北斎による絵手本（スケッチ画）集『北斎漫画』（1814年）が始まりとされる。この作品集には戯画や風刺画が載っており、現代的な意味での「漫画」と重なりをなしてはいるものの、まったく同じ意味とはみなせない。なお、『北斎漫画』の影響を受け、尾形光琳の『光琳漫画』（1817年）、明治期の月岡芳年『芳年漫画』（1885年）など、戯画調の絵を載せたいくつもの書籍が「 - 漫画」というタイトルになった。
幕末期、欧米からカリカチュアやコミックの技術が伝来すると、それらの呼称として「ポンチ絵」「ポンチ」「西洋ポンチ」などが定着した。
現代的な意味で「漫画」という語を使い始めた最初の人物は明治時代の今泉一瓢である。一瓢は1895年10月31日、風刺画を中心とする『一瓢漫画集初編』を出版、明治期に日本に入ってきた caricature または cartoon の訳語として「漫画」を用いた。また一瓢は『一瓢雑話』において、「漫画というものは、一口にいえば滑稽書であって、その内に風刺的なものを含んだのもある、また含まないのもある。日本に昔からあるものは俗に鳥羽書、あるいは北斎漫画のやうな類の書であって、この他にはオドケ書と云う」と論じ、旧来の漫画的な作品と自身の漫画との違いを強調した。
今泉一瓢に対し、「漫画」という言葉を cartoon および comic の訳語として使用したのは、明治後期にデビューした北澤楽天である。楽天はオーストラリア人に欧米流の漫画技法を学んで新聞『時事新報』の専属となり、従来のポンチとは異なる新機軸の画風であることを示すために「漫画」の呼称を前面に出すことを編集側に自ら提言し、1902年1月、彼の作品発表のために同紙で漫画を特集した『時事漫画』欄が設けられ、1921年2月に別刷りの日曜版別冊として独立した。以後、この意味での「漫画」が現代における日常語として定着するようになった。
やがて、日本漫画の国際化にともない、「漫画」という語は外国にも通じる日本語の一つになった。なお、ヨーロッパ語圏における"manga"は、日本の漫画のみを指す言葉である。また、アラビア語では、"Manja"と呼ばれている。

## 構成

### 表現の形式

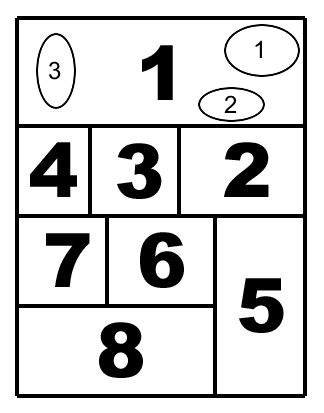
コマの読み進め方。1コマ目の小さな数字はふきだしを読む順番である。

日本の漫画は普通「コマ・登場人物・背景・ふきだし・音喩・漫符・台詞・その他の技法」から成る。まず一般的なストーリー漫画の表現形式と技法を以下に挙げる。
- 紙面はコマと呼ばれる枠によって分割されており、それぞれが一つの場面を表す。読み手はあるコマを読んだ後、次のコマはどれか判断しなければならないが、順序は明示されずに暗黙の了解とされている場合が多い。例外もあるが、基本的な右綴じ（縦書き）漫画のコマの読み進め方は以下の通り。
  - 右から左のページへと読み進める。
  - ページ内においては、上段から下段へ向かって読み進める。
  - 同じ段に複数のコマが存在する場合は、右から左へ向かって読み進める。
  - 隣接するコマとの間の間隔（空白）に明らかな違いが設けられている場合、近いコマを次に読む。
  - 次ページに跨っているコマは、そのページの最後に読む。
  - コマに番号が振られている場合（一部の4コマ漫画や初期の漫画などに見られる）は、番号順に読み進める。

漫画のセリフ・ナレーション等の主な文章が横書き（左綴じ）の場合、この例の鏡面対称となる読み順となる。
欧米では日本の漫画を翻訳出版する際、左から右に読む欧米言語の正書法に合わせるため、左右反転し左開きにすることが一般的だったが、この手法では作品全体が左右逆になるという弊害があった。近年では元の作品を尊重して、日本と同じ右開きのまま出版するケースが増えている。この場合、欧米の言語であっても日本式に右から左へ読み進めるが、吹き出しの形を横長にするなどの変更は行っている。TOKYOPOPが巻末（左開きでは巻頭になる）から読み始めてネタバレにならないように、最終ページに読み方のレクチャを掲載したことで他社も追従した。
近年ではスマートフォンでの閲覧を意識し、縦長のコマを連続させる「縦スクロール漫画」が登場し、これに合わせた表現手法も研究されている。

### 技法
- 登場人物のセリフや思考はふきだしと呼ばれる枠の中に文字で書かれる。フキダシの形や文字の字体により語調を表す。
- 擬音語・擬態語（オノマトペ）が、手書きの描き文字[24]として絵の中に書かれる。細々としたセリフが描き文字で書かれる事もある。
- 漫符と呼ばれる一種の記号を使用して、人物の心理や動作、ものの動きなどを明示的に表現する。
- 意図的に何も描かず空間を出して物語における”時間の間”を生み出したり、またキャラクターの心情をいくつかのコマ分割で描写する事で、キャラクターの心情心理を描写し、物語の奥行きを与えている。
- コマを飛び出したり、隣のコマと結合させるなど過剰な表現も用いられる。

## 特徴

### 様々な方向性・対象・ジャンル
大まかには読者の年齢層、ジャンル、表現形式で分類されているが、大人向け、子供向けという大まかな区分けではなく、各年齢層や嗜好に合わせた作品が発表されている。
特にスポーツ漫画は細分化が進んでおり、メジャー競技では野球漫画やサッカー漫画など一つのジャンルを形成し、さらに高校野球やプロリーグなどサブジャンルに分けられる。また同じ競技でも試合展開のリアリティを重視した作品、必殺技を繰り出すなど荒唐無稽な作品、競技ではなく選手の人間関係を重視する作品、選手ではなく監督側の視点など様々な設定の作品が存在する。社会現象の影響を受け、女子サッカーやカーリングなど話題になった事象は即座に漫画の題材となる。作品が注目されると追随する漫画が増え新たなジャンルが形成されるが、逆に漫画が人気となり競技が活発化することもある。例として『SLAM DUNK』のヒットにより、当時の日本では競技人口が野球やサッカーと比べ多くなかったバスケットボールが人気競技となった。なおサッカー人気も『キャプテン翼』のヒットによる影響が大きい。サイクルサッカー、伝書鳩レース、エアレースなど世界的にマイナーな競技、架空のスポーツを扱った作品も一定数存在している。
恋愛漫画では男性向け・女性向けという区分けもあるが、ラブコメディ、ハーレムもの、不倫、同性愛などの多数のテーマがあり、登場人物の年齢も子供から中高年まである。またスポーツ漫画の一要素として扱われることもあり、多くの漫画は複数のジャンルにまたがっている。
日本では表現の自由や検閲の禁止が憲法第21条で保障されているため、表現の限度は基本的に出版社の自主規制によっている。このため一般向けの漫画誌であっても過激なアダルト描写を追求した作品や犯罪行為を描いた作品が多数発表されている。

### 雑誌連載
プロによる作品は雑誌などの定期刊行物で連載された後、数話ごとに纏め単行本として刊行される形態が主流。日本の漫画雑誌は複数の作家が別作品を同時に連載するという形態のため300ページを超えるのは普通で、アメリカン・コミックスの雑誌と比べると非常に分厚い。また日本の雑誌は1つの雑誌コードにつき1つの増刊枠を持つことができるという制度を利用し、新人や本誌のジャンルと合わない作風の作家にも活躍の場を与えることが可能となった。規則ではないが「別冊（本誌名）」と題することが多い。
漫画雑誌は大衆を想定した『メジャー誌』、特定の層に照準を合わせた『マイナー誌』、高校生以上の若者を対象とした『青年誌』、小中学生向けの『少年誌』という区分けがある。また成人向け漫画、時代劇、萌えなど特定ジャンルの雑誌もあり、好みの作品を探す際には雑誌が標榜する編集方針を手がかりにすることで、インターネットの登場以前にもある程度の絞り込みが可能であった。本誌（『週刊少年マガジン』）よりマイナーなジャンル（ダーク・ファンタジーなど）をコンセプトにしていた『別冊少年マガジン』では、発行部数が多い本誌に『進撃の巨人』の読み切り版を掲載したところ認知度が上がったことから、他社でも単行本の発売やアニメ化などに合わせ、より部数の多い雑誌に読み切り版を掲載する「出張掲載」の手法が広まった。
漫画雑誌だけでなく新聞や専門誌などで連載されることも多く、専門誌では雑誌の読者向けにニッチな作品が掲載されることもある。
近年では出版社の公式サイトで一定期間無料公開し、アクセス数が多い作品を雑誌に移籍させたり直接単行本化する流れもある。作品の単品販売も行われているが、基本的に雑誌（の編集部）ごとに纏められている。また雑誌に掲載されている作品でも1話から3話程度までを宣伝のために公開したり、新人賞において雑誌には大賞作のみを掲載し、奨励賞や審査員賞にとどまった作品はウェブ限定で公開する例もある。

### 非娯楽漫画
文章・写真・挿絵と同様に紙媒体における表現手法として定着している。海外のような1枚の風刺絵だけではなく数コマから数ページの漫画として制作される。
純粋な娯楽ではなく、歴史や社会情勢などの説明や学習としても用いられる学習漫画、ノンフィクションやルポの漫画などもジャンルを形成している。また医療漫画には娯楽性と社会的メッセージを両立した作品も多い。
純粋に宣伝のために製作された広告漫画も多く、企業から依頼を受け漫画家に発注する仲介業者も多数存在するなど、一つの市場を形成している。

### メディアミックス
漫画はオリジナル作品だけではなく、小説、アニメ、映画の漫画化（コミカライズ）として発表される作品も多い。
逆に漫画作品の小説化（ノベライズ）や当初からメディアミックスの一つとして小説、アニメと連動する作品もある。

## 評論
日本で漫画評論が行われるようになったのは大正時代中頃とみられている。細木原青起が日本初の本格的な漫画史『日本漫画史』（1924年、雄山閣）を出版、歴史や教育面を対象した評論が主だったが、戦後になると文芸や映画など他分野出身者によるものが目立った後、漫画に親しんだ読者や作家が同人誌で本格的な評論を行うようになり、後の漫画批評を形作った。

## 分類

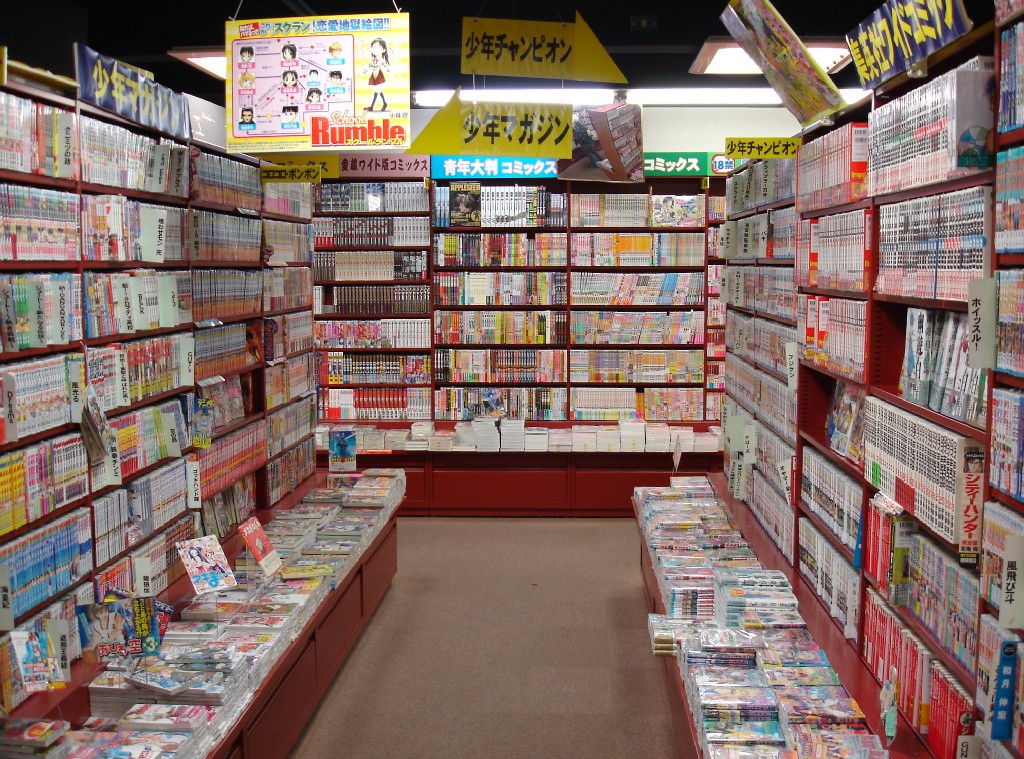
書店の漫画コーナー。出版社別に分類されていることが多い。

### 対象読者による分類
作品の主な対象となる読者の年齢や性別という観点では、次のように分類される。
- 幼年漫画（小学生向け漫画） - 児童漫画とも呼ばれる。
- 少年漫画（小学生 - 高校生中心の漫画）
- 少女漫画（小学生 - 高校生、一部大人の女性向けの漫画を含む）
- 青年漫画（高校生以上）
- 女性漫画 - 大人の女性を対象とする漫画。 ヤング・レディースを含む。

- 成人向け漫画‐18歳以上を対象とした、性描写を含む漫画。レディースコミックを含む。

以上の分類は出版社も採用しているが、便宜上の分類に過ぎない。青年漫画を女性が読むこともあるし、少年漫画を大人が読むこともある。

### ジャンル
更に題材によっては主に次のように分類されるが、1つのジャンルに縛られない作品も多い。
- 学園漫画 - 学生群像を描いた漫画
- ギャグ漫画 - ギャグ描写を中心にした漫画
- ファンタジー漫画 - ファンタジー要素が含まれた漫画
- SF漫画 - SFを題材にした漫画
- ホラー漫画 - ホラーを題材にした漫画
- 恋愛漫画 - 恋愛を主題にした漫画
  - ラブコメ漫画 - 恋愛を主題にしたコメディ漫画
- スポーツ漫画 - スポーツを題材にした漫画
  - 野球漫画 - 野球を題材にした漫画
  - サッカー漫画 - サッカーを題材にした漫画
- 音楽漫画 - 音楽を題材にした漫画
- 料理漫画 - 食に関することを題材にした漫画
- 推理漫画 - 「ミステリー漫画」もしくは「探偵漫画」とも称される
- 医療漫画 - 医療を題材にした漫画
- 格闘漫画 - 格闘技や戦闘を題材とした漫画。「バトル漫画」とも称される。
- 歴史漫画 - 歴史上の人物や出来事を題材とした漫画。近代以降の戦闘を描いたものは「戦争漫画」と呼ばれる。
- エッセイ漫画
- レポート漫画

### 表現形式
いろいろなコマをセットとして話題を展開するかによる分類。
- コミック - 1ページが数個のコマで分割され、そのようなページ数枚で話題が展開されるもの。
- 1ページ漫画 - ミニストーリーが1ページ内で完結するもの
- 4コマ漫画 - 4コマが1セットとなって話題が展開されるもの。基本的に起承転結に対応する。
- 一コマ漫画 - 1コマの中で話題が展開されるもの。
- 縦スクロール漫画 - スマートフォンでの閲覧を意識し、ウェブトゥーンのようにコマを縦に積み重ねたり縦長のコマで構成され[23]、技法以外にも従来の漫画とは大きく異なる[35]。
- 漫画動画 - 動画共有サイトに投稿されている動画形式の漫画。イラストに動きをつけたり、キャラクターの音声がつけられていることが多い。大日本印刷ではライトアニメと称している[36]。

連載形式か1話完結かなどによる分類。
- 続きもの - 作品が数話に渡って展開され、年月をかけて発表されていくもの
- 読み切り - 1話だけで作品が完結するもの

### 出版形式
- 紙媒体
  - 雑誌連載 - 雑誌に連載した後、単行本に纏められる。
  - 単行本 - 連載を経ずに直接書籍として刊行する。日本ではアマチュア作家の同人誌に多い。
- 電子媒体
  - 漫画アプリ - 少年ジャンプ+のようにスマートフォン用のアプリが雑誌の役割を果たす例もある。
  - ウェブコミック - ウェブコミック投稿サイトなどに投稿される。
  - デジタルコミック
  - 携帯コミック

## 画材

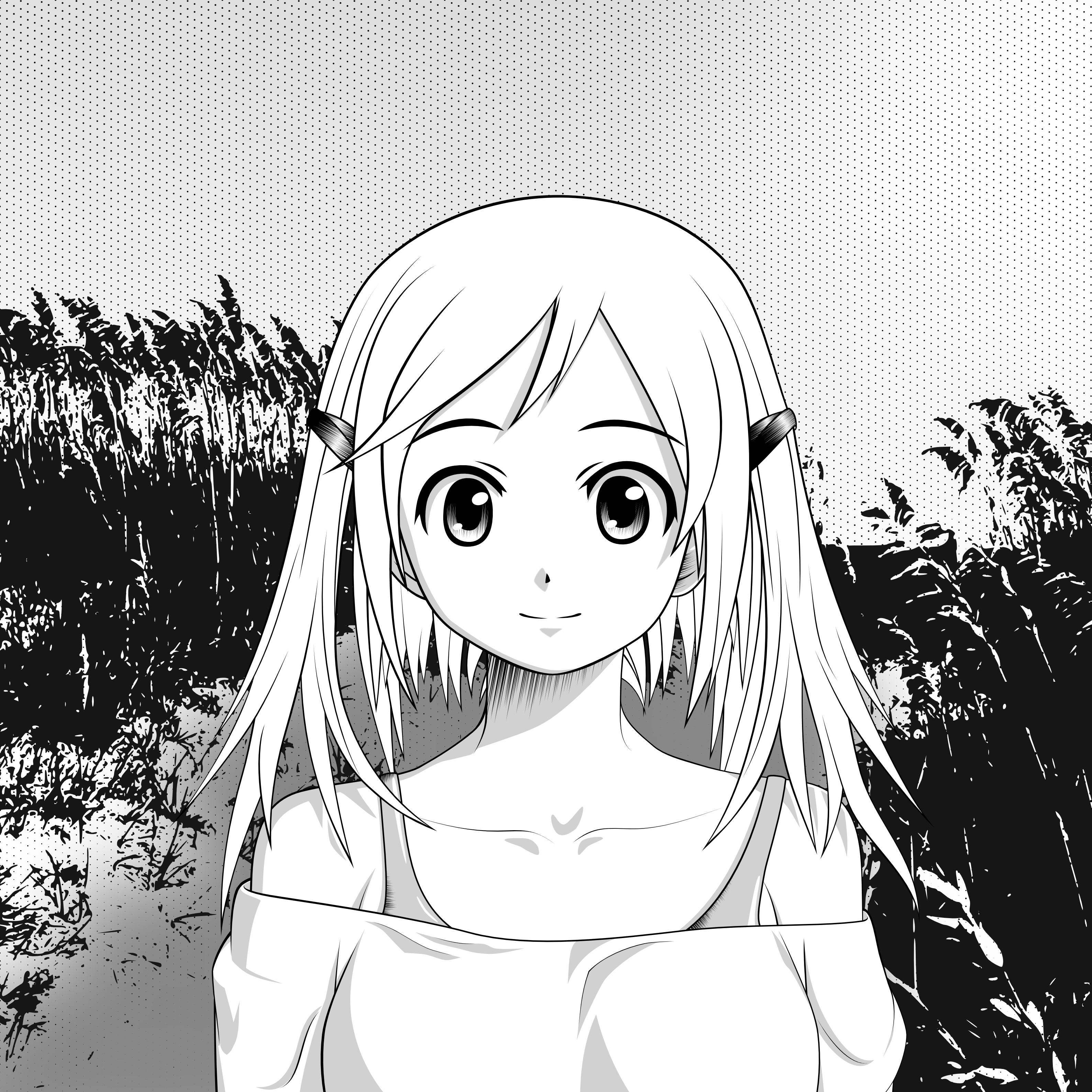
漫画キャラクターの例

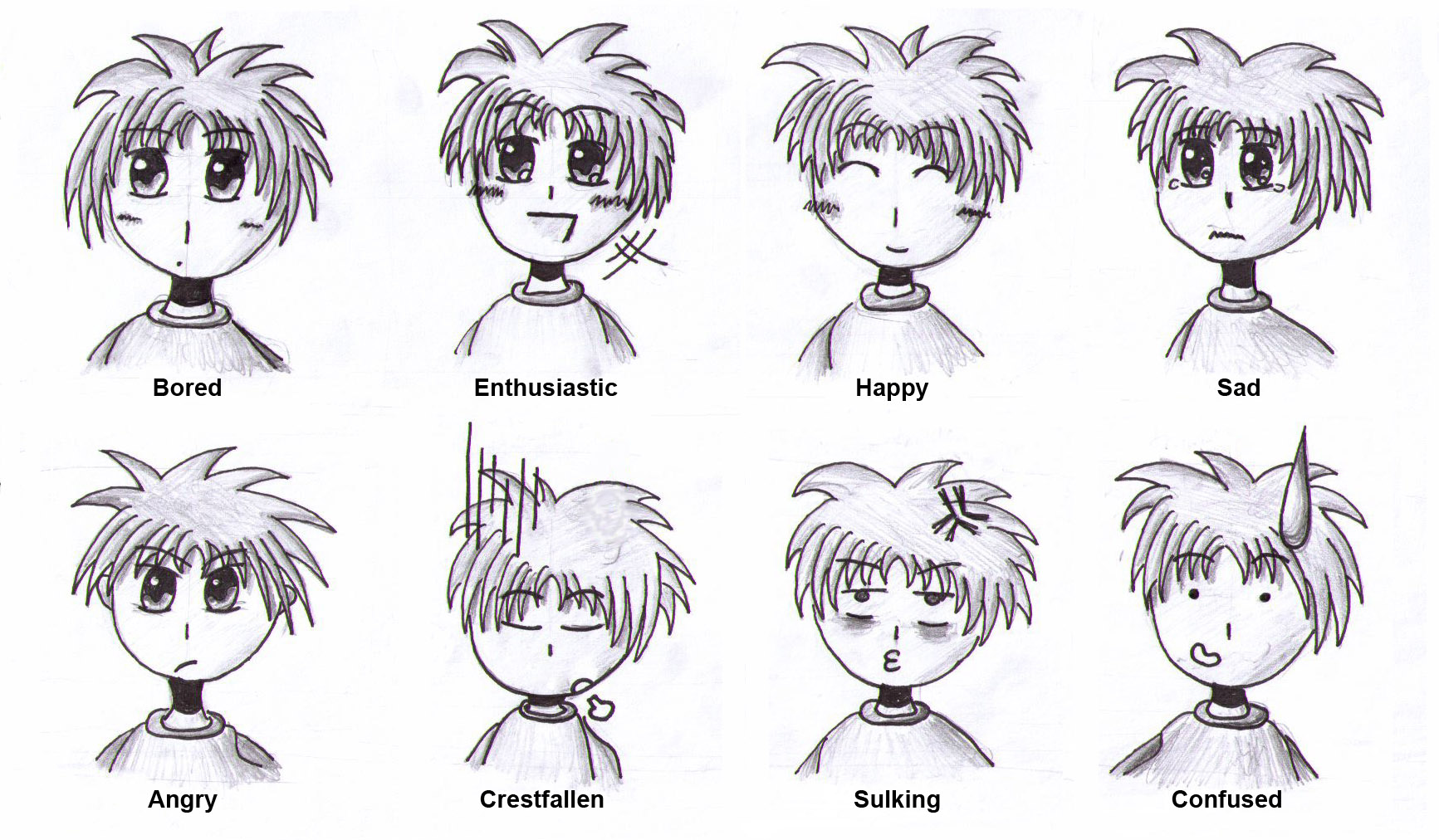
伝統的な漫画風キャラクターの手描きサンプル、それぞれの表情に様々な感情を示す。

紙と鉛筆さえあれば漫画を描くことは可能だが、一般的に読まれるものはペン入れが施されている。2000年代以降はパソコンが用いられることも増えたために物理的な原稿が存在しない場合もある。

### 基本的な画材
- 原稿用紙 - 普通の紙でもよいが目安の線がひいてあるので便利
- 鉛筆・消しゴム - 下書き用
- つけペン Gペン・丸ペン・スクールペン・カブラペン・スプーンペン
- ミリペン
- 製図ペン・カラス口 - 主に枠線用
- インク・墨汁
- ホワイト - 修正以外にも効果などに使用
- 筆・筆ペン
- スクリーントーン
- カッター - トーンを切る・削るなど
- 定規・雲形定規・テンプレート

### カラー原稿のための画材
- コピック
- 水彩絵具、アクリル絵具
- カラーインク
- エアブラシ
- カラートーン
- パステル・クレヨン

### その他
- トレス台
- 羽ぼうき
- デッサン人形
- パソコン（Macintosh、Adobe Photoshop、ComicStudioなど）

## 漫画雑誌の売上と単行本の売上

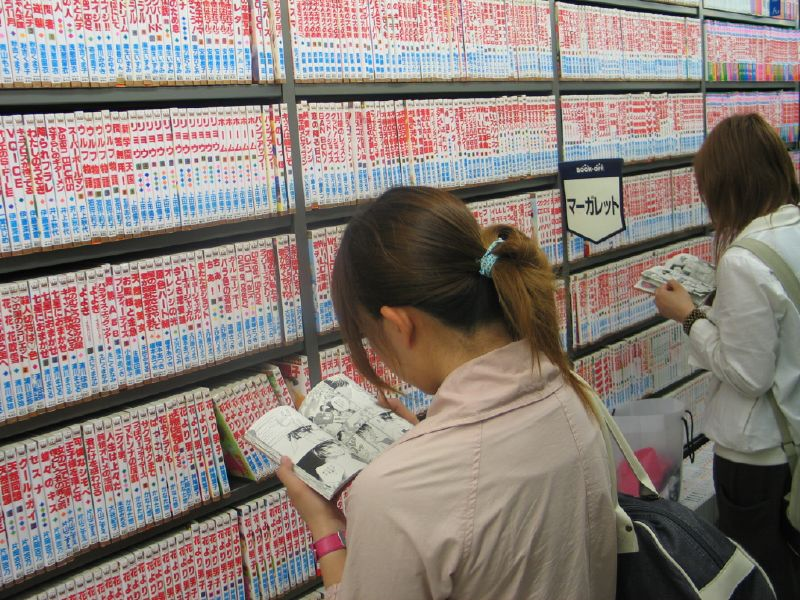
神戸の書店で漫画を読む女性。

漫画雑誌の売上は減少を続け、漫画単行本の売上も10%ほど減少している。また漫画に限らず書籍全体の販売も落ち込んでいる（出版不況）。1995年には漫画雑誌の販売金額が3357億円、単行本の販売金額が2507億円であったが、漫画雑誌の売上は減少が続き、2005年には漫画雑誌の販売金額が単行本の金額を下回り、2009年には1913億円までに落ち込んだ。
雑誌の売上は低下したが、単行本にはアニメ化などのメディアミックスされた作品を中心にヒット作が生まれている。雑誌を読まなくなりメディアミックスで作品を知るケースが増えたため、単行本の売上は維持されていると言われている。また紙媒体からスマートフォンの公式アプリによる配信や、電子版の購入へ移行しつつある  。
日本の出版社は、漫画雑誌を売るビジネスモデルから脱却できていないという指摘もある。

## 世界市場規模
1950年代以来、マンガは日本の出版業界のますます重要な部分となってきた。 1995年には、日本のマンガ市場の価値は5864億円（約60億〜70億ドルに相当）と評価され、日本国内で年間19億冊のマンガ本とマンガ雑誌（マンガアンソロジーとも呼ばれる）が販売された（1人あたり15冊に相当）。 2020年には、日本のマンガ市場の価値がデジタルマンガの急速な成長と印刷販売の増加により新記録の6126億円に達した。 2022年には、日本のマンガ市場はさらなる記録を更新し、6759億円に達した。 マンガはまた、世界中で広範な読者層を獲得している。 2010年代後半から、マンガはアメリカンコミックスを大幅に上回る売り上げを記録し始めた。
2021年現在、世界中のコミックス出版社のうち、売上における上位4社はマンガ出版社の集英社、講談社、角川書店、小学館である。 2020年には北米のマンガ市場の価値が約2.5億ドルに達し、NPD BookScanによれば2021年にはアメリカ合衆国全体のコミックスとグラフィックノベルの売り上げの76%をマンガが占めていた。北米のマンガ市場の急速な成長は、デジタル読書アプリやBarnes & Nobleなどの書店チェーン、Amazonなどのオンライン小売業者でのマンガの広範な入手可能性、さらにはアニメのストリーミング増加によるものとされている。ジャン＝マリ・ブイスーによれば、2005年にフランスのコミックス市場の38%をマンガが占めており、これはアメリカ合衆国の約3倍に相当し、約4億6000万ユーロ（約6億4000万ドル）の価値があった。2012年には、ヨーロッパと中東のマンガ市場の価値は2.5億ドルだった。
Grand View Research社は、2022年の日本漫画の世界市場規模を121億3000万ドル(約1兆5900億円)と推算し、2030年には422億ドルに成長すると予測している。
2023年4月、経済同友会が、日本の経済成長をさらに促進するために、主にアニメ、マンガ、ビデオゲームといったコンテンツ産業を海外でさらにプロモーションするための提案を発表した。海外の業界の専門家を日本に招待し、特定のマンガ作品に関連する国内の場所を訪れる外国人マンガやアニメのファンを観光産業と連携させることを目指している。経済同友会は、今後10年間で海外市場での日本のコンテンツの売上を4倍にすることを目指している。

## 用語
- タチキリ
- ネーム
- ベタ
- 白抜き
  - 黒い背景に白で何かを描く事。心情の表現や印象を強めるために使われる。
  - 成年向けマンガではモザイクの代わりに使われることがある。
- ブチヌキ
  - コマ割りを無視して人物を描く事。空間的・時間的な広がりを表したり、印象を強めるために使われる。
- めくり
  - ページをめくる際の短い時間を利用して、読者に印象を与える手法。つまり、最後のコマで場面を一旦切り、ページをめくった次のページの一コマ目に重要なシーンを入れる事で、そのコマを強調する。
- 見開き
  - 左右2ページを広げる事。マンガの手法としては、その2ページにコマを一つだけ描く事で、そのコマを強調する。

## 世界各国での受容

海外展開する日本漫画

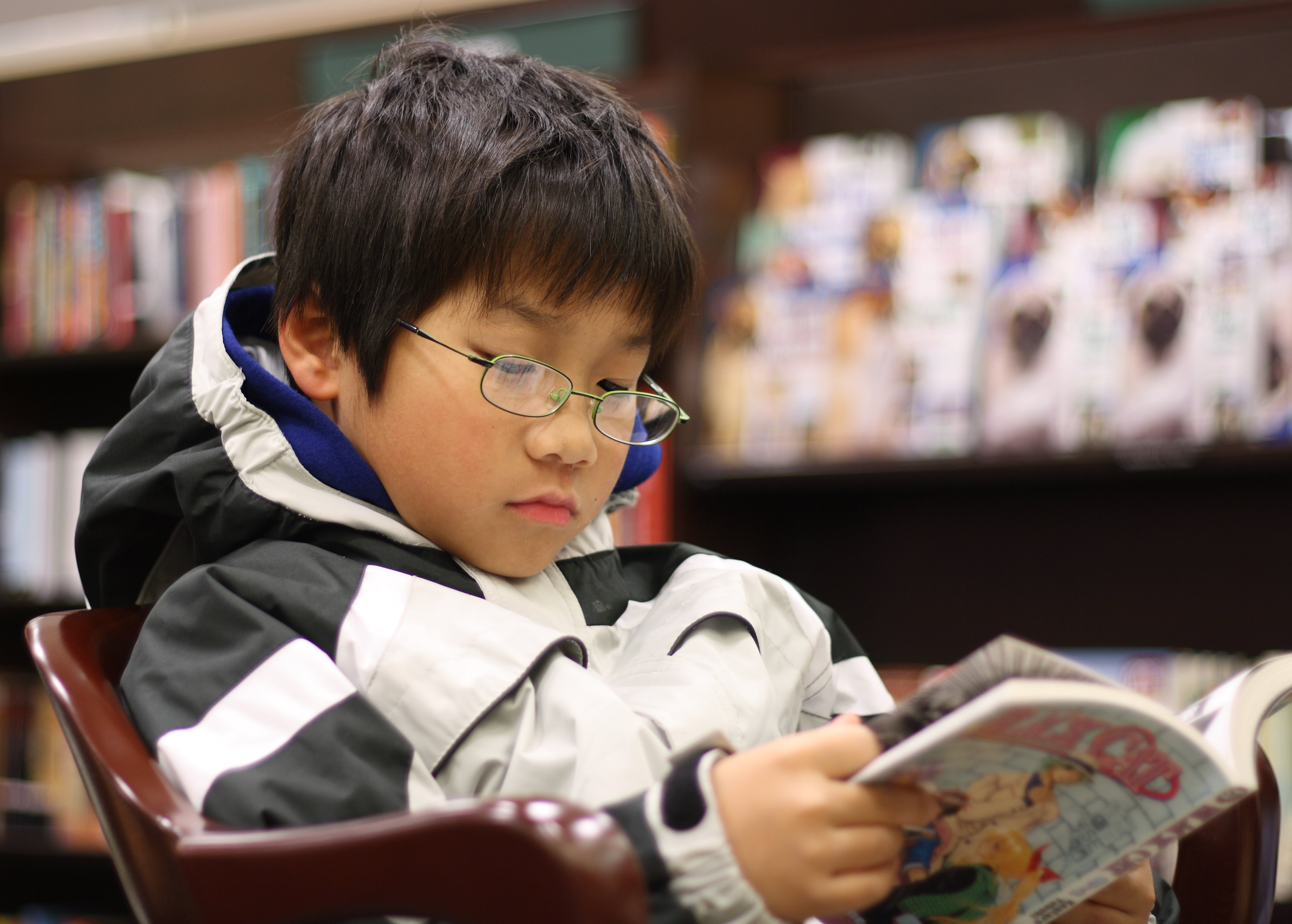
コネチカット州ウェストハートフォードで「BLACK CAT」を読んでいる少年。

英語圏での「manga」と言う場合は、日本の漫画を指す。

### 北米
1987年にサンフランシスコを拠点とするビズメディアが日本漫画の英訳版を出版し始め、同年にファースト・コミック社が「子連れ狼」を、1988年にマーベルコミックスがアニメ映画「AKIRA」のヒットを受けて漫画版を出版するなど、徐々に認知されていった。北米における日本漫画市場の形成は2000年代で、大型書店に「Manga」コーナーが設けられるまでになった。また、日本漫画の多くがコミック版で販売されたことから、日本漫画に限らず、新書サイズのものを「Manga」として分類する場合もある。1970年代末ごろから日本漫画が研究対象として語られるようになり、1980年代以降は、日本漫画に影響を受けた非日本人漫画家の活躍も始まった。

### ヨーロッパ
ヨーロッパで最も活発な日本漫画の市場はフランスで、日本漫画を意味する「Manga」が、フランス伝統のバンド・デシネ、グラフィックノベル、アメリカン・コミックスと並ぶ、コミックの一ジャンルとして成立している。2009年、ルーブル美術館で荒木飛呂彦の原画展が開催された。パリ・ポンピドゥーセンターの「公共情報図書館（Bibliothèque public d'information）」部門では、フランスにおける日本漫画読者について、2010年に大規模な調査を行なった。
イギリスでは、大英博物館ルーム3（朝日新聞提供）にて2009年に星野之宣展、2015年秋には、世代の違う漫画家3人(ちばてつや・星野之宣・中村光)を取り上げた展覧会「Manga now three generations (漫画の現在 三世代)」が開催された。
2021年、ドイツにおけるマンガの売上は2005年の7000万部から75%増加した。2022年の時点で、ドイツはイタリアとフランスに次ぐヨーロッパで3番目に大きなマンガ市場となっている。

### アジア
中国では子供の頃から読んでいた90後世代に人気が高い。
韓国でも日本大衆文化の流入制限の解除前から多く翻訳されている。なお、特に文化制限の解除前に韓国に入ったものは人名・地名が韓国式の人名・韓国国内の地名に改めたことが多い（例えば『スラムダンク』の桜木花道は韓国で「姜白虎」（강백호）として知られている）。